# Episodi di Sports Night (prima stagione)
La prima stagione della serie televisiva Sports Night è stata trasmessa in prima visione su ABC dal 22 settembre 1998 al 4 maggio 1999.
In Italia è stata trasmessa su Rai 2 a partire dall'8 giugno 2003.
| nº | Titolo originale                            | Titolo italiano | Prima TV USA      | Prima TV Italia |
| -- | ------------------------------------------- | --------------- | ----------------- | --------------- |
| 1  | Pilot                                       | Il migliore     | 22 settembre 1998 |                 |
| 2  | The Apology                                 | Pubbliche scuse | 29 settembre 1998 |                 |
| 3  | The Hungry and the Hunted                   |                 | 6 ottobre 1998    |                 |
| 4  | Intellectual Property                       |                 | 13 ottobre 1998   |                 |
| 5  | Mary Pat Shelby                             |                 | 20 ottobre 1998   |                 |
| 6  | The Head Coach, Dinner and the Morning Mail |                 | 27 ottobre 1998   |                 |
| 7  | Dear Louise                                 |                 | 10 novembre 1998  |                 |
| 8  | Thespis                                     |                 | 17 novembre 1998  |                 |
| 9  | The Quality of Mercy at 29K                 |                 | 1º dicembre 1998  |                 |
| 10 | Shoe Money Tonight                          |                 | 8 dicembre 1998   |                 |
| 11 | The Six Southern Gentlemen of Tennessee     |                 | 15 dicembre 1998  |                 |
| 12 | Smoky                                       |                 | 5 gennaio 1999    |                 |
| 13 | Small Town                                  |                 | 12 gennaio 1999   |                 |
| 14 | Rebecca                                     |                 | 26 gennaio 1999   |                 |
| 15 | Dana and the Deep Blue Sea                  |                 | 9 febbraio 1999   |                 |
| 16 | Sally                                       |                 | 23 febbraio 1999  |                 |
| 17 | How Are Things in Glocca Morra?             |                 | 9 marzo 1999      |                 |
| 18 | The Sword of Orion                          |                 | 23 marzo 1999     |                 |
| 19 | Eli's Coming                                |                 | 30 marzo 1999     |                 |
| 20 | Ordnance Tactics                            |                 | 6 aprile 1999     |                 |
| 21 | Ten Wickets                                 |                 | 13 aprile 1999    |                 |
| 22 | Napoleon's Battle Plan                      |                 | 27 aprile 1999    |                 |
| 23 | What Kind of Day Has it Been?               |                 | 4 maggio 1999     |                 |